# Massingy-lès-Vitteaux
Massingy-lès-Vitteaux é uma comuna francesa na região administrativa da Borgonha-Franco-Condado, no departamento de Côte-d'Or. Estende-se por uma área de 9,33 km². Em 2010 a comuna tinha 95 habitantes (densidade: 10,2 hab./km²).